# Chileflamingo
Der Chileflamingo oder Chilenischer Flamingo (Phoenicopterus chilensis) ist mit 100 bis 140 cm die größte der vier in Südamerika vorkommenden Flamingo-Arten. Die rosafarbenen Vögel sind auf einer Höhe von bis zu 4500 m anzutreffen.

## Beschreibung
Der Chileflamingo ist durchschnittlich 120 bis 140 cm groß (davon machen allein die langen Beine 40–50 cm aus). Weibliche Tiere sind tendenziell kleiner als männliche. Der Hals ist lang und in Normalhaltung s-förmig gebogen, im Flug jedoch gerade abgestreckt. Die Gefiederfarbe ist rosa und von der Aufnahme von Carotinoiden mit der Nahrung abhängig. Die grauen Beine sind an den Intertarsal-Gelenken kräftig rot gefärbt, was ein eindeutiges Arterkennungszeichen ist. Der Ruf ist ein gänseähnliches Tröten.
Mit einer Körperhöhe von 100 bis 140 cm und eine Flügelspannweite von 120 bis 145 cm zählen sie zu den größten Flamingos und erreichen ein Gewicht von 2,5 bis 3,5 kg. Im Unterschied zu anderen Flamingoarten haben ausgewachsene Chileflamingos lange graugrünliche bis hellblaue Beine mit auffällig rot gefärbten Kniegelenken und Füßen. Der untere Teil des Schnabels ist schwarz, der Ansatz dagegen deutlich heller. In freier Wildbahn werden die Tiere 40 bis 45 Jahre alt, in Gefangenschaft sogar 60 Jahre und älter.

## Vorkommen

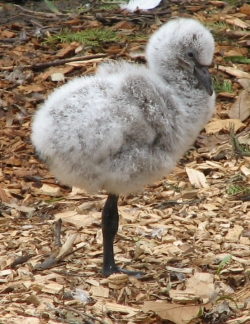
Frisch geschlüpftes Jungtier im Louisville Zoo in Chile

Der Chileflamingo ist in weiten Teilen Südamerikas, von Peru über Uruguay bis Feuerland, anzutreffen. Die Brutgebiete befinden sich in den Hochanden, wo die Witterung kurzfristigen Schwankungen unterworfen ist. Sturm, Hagel oder Schnee sind selbst in der Brutzeit keine Seltenheit. Nachttemperaturen können unter −20 °C fallen.
Chilenische Flamingos leben als eine von drei Flamingoarten gemeinsam mit Anden- und Jamesflamingos im Naturschutzgebiet Reserva Nacional del Titicaca, das Teile des Titicacasees mit einschließt.

## Lebensweise

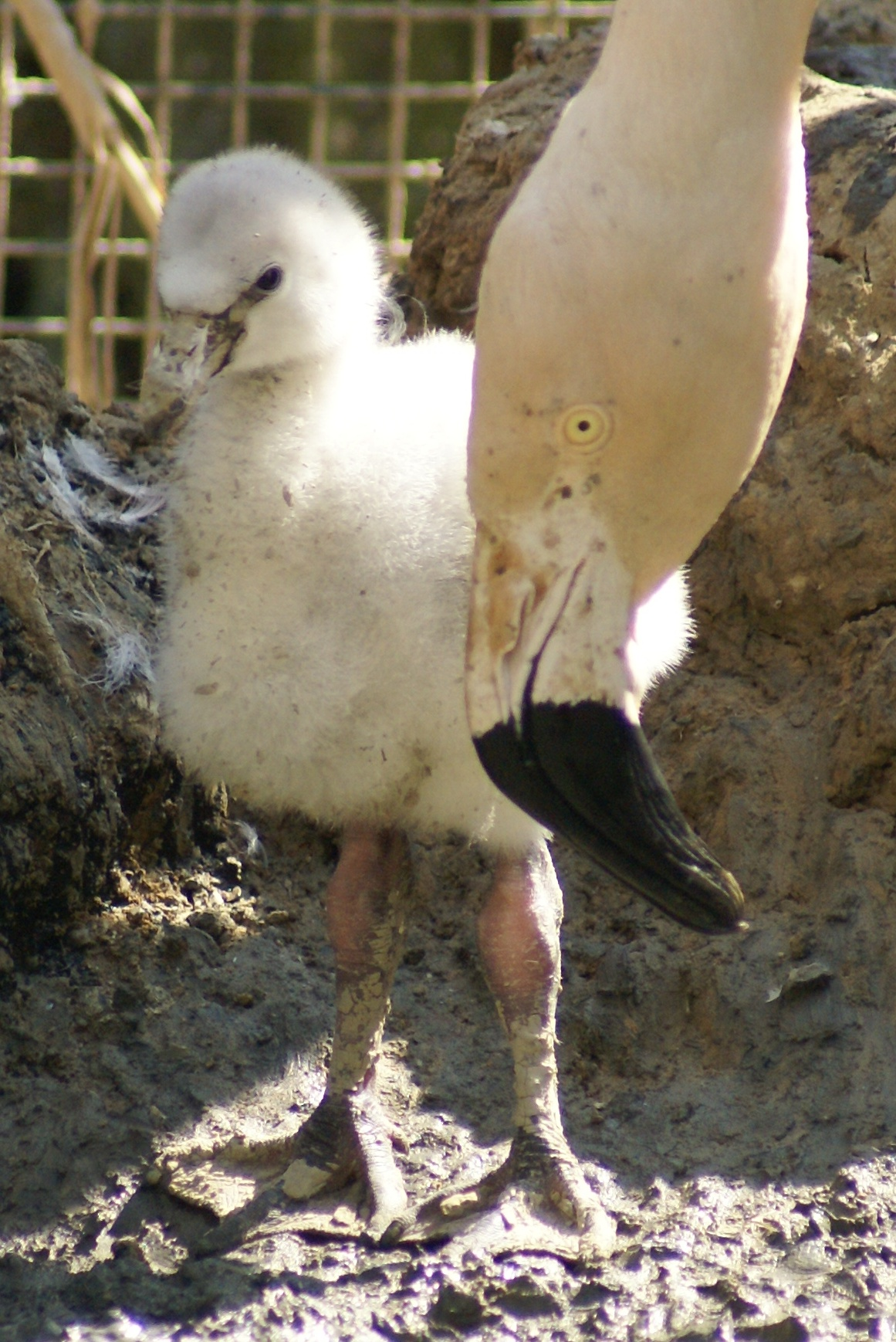
Wenige Tage alter Chilenischer Flamingo im Tiergarten Bernburg

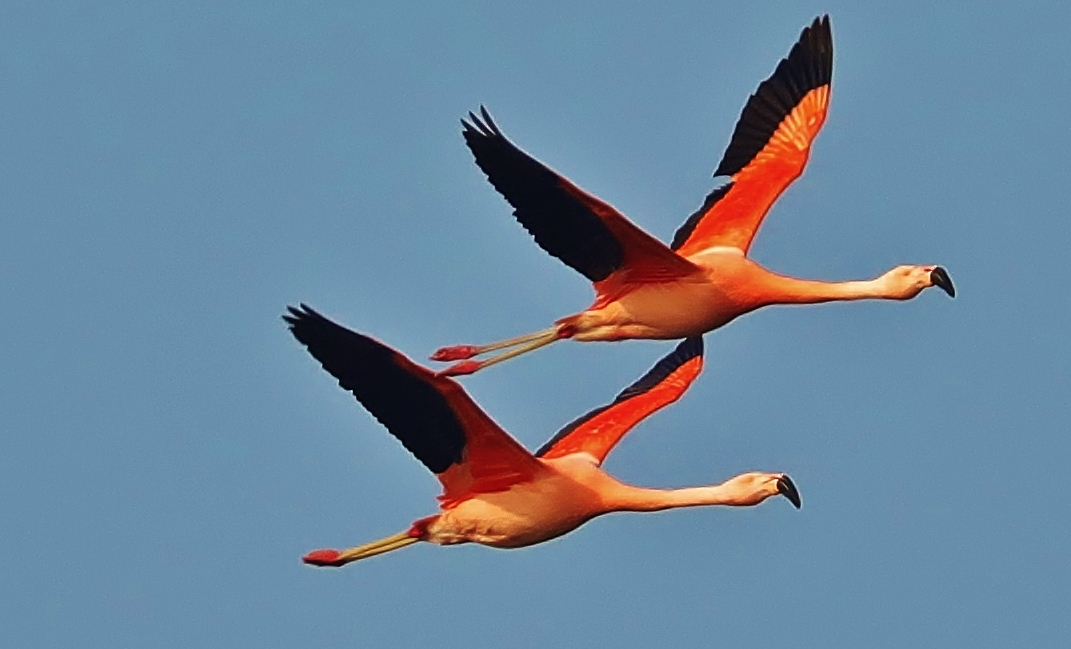
Zwei Chileflamingos beim Balzflug

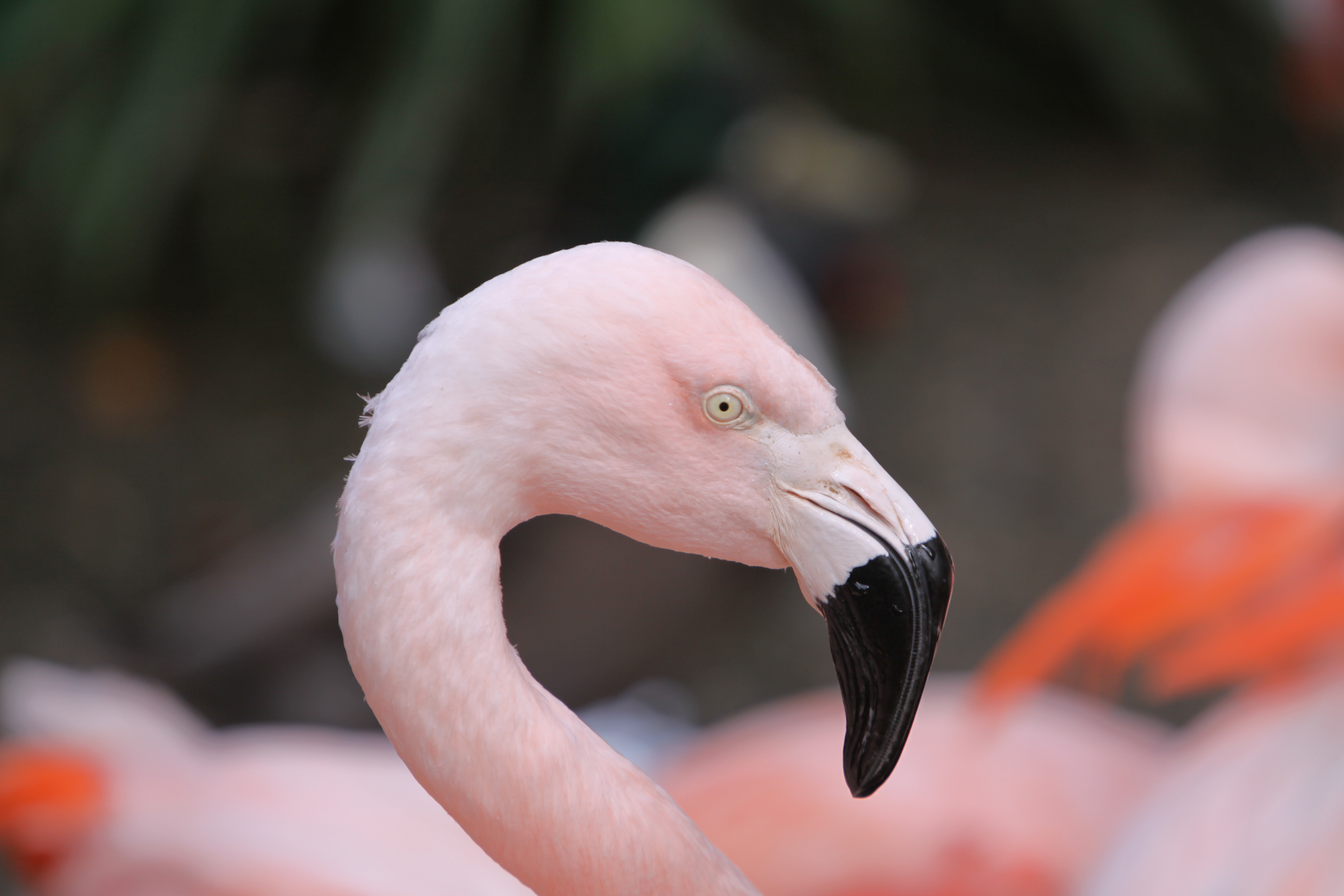
Kopf eines Chileflamingos im Durrell Wildlife Park auf Jersey

Chilenische Flamingos ernähren sich von kleinen Krebsen, Insekten, Mollusken und Algen aus dem Bodenschlamm, die mit Hilfe des spezialisierten Schnabels ausgeseiht werden. Jungtiere werden mit einer nährstoffreichen Kropfmilch der Eltern gefüttert. Die Brut erfolgt nicht notwendig jährlich und in gemischten Kolonien gemeinsam mit Anden- und Jamesflamingos, die tausende bis zehntausende Tiere umfassen können. Damit konzentriert sich das Brutgeschehen zumeist an einigen wenigen Brutstätten. Es besteht eine Tendenz zur Brutorttreue. An ausgedehnten, flachen, schlammigen und kargen Ufern sowie auf ebensolchen Inseln errichten die Flamingos in enger Nachbarschaft zueinander Schlammkegelstümpfe, auf denen ein einzelnes, weißes Ei mit kalkschmierigem Überzug abgelegt wird. Geht das Ei verloren, wird ein neues nachgelegt. Die Eilänge beträgt 87,6 bis 100,0 mm, die Breite 50,0 bis 56,5 mm. Die Brut dauert rund 30 Tage. Zwischen Anpicken und vollzogenem Schlupf können mehrere Tage vergehen. Frisch geschlüpfte Jungtiere besitzen ein nahezu weißes Dunengefieder, rosa gefärbte Beine und einen geraden Schnabel. Der Eizahn verliert sich erst nach drei Wochen. Mit 7 bis 9 Tagen beginnt die Schwarzfärbung der Beine. Das Dunenkleid wird einheitlich grau und verliert sich erst nach drei Monaten vollständig. Die Einkrümmung des Schnabels ist mit 27 Lebenstagen bereits sichtbar und mit 48 Tagen wie beim Alttier ausgeprägt. Selbständig fressen die Jungtiere mit ungefähr zehn Wochen. Sie sind mit 1½–2 Jahren ausgewachsen.

## Bestand und Gefährdung

Verbreitungsgebiet des Rallenkranichs. rot: Brutvogel; hellrot: Gastvogel

Der Gesamtbestand des Chileflamingos wird auf etwa 200.000 Tiere geschätzt, was einen deutlichen Rückgang gegenüber geschätzten 500.000 Tieren in den 1970er Jahren bedeutet. Die Art wurde in der globalen Roten Liste der Weltnaturschutzorganisation (IUCN) 2004 auf die Vorwarnliste (near threatened) gesetzt. Zumindest früher wurden Eier durch die indigene Bevölkerung in erheblichen Stückzahlen für den menschlichen Verzehr abgesammelt.
Außerhalb Südamerikas besteht im niederländisch-deutschen Grenzgebiet am Zwillbrocker Venn eine Brutkolonie mit Chileflamingos, die auf Tiere zurückgeht, die aus Menschenhand entwichen waren.

## Chileflamingos im Zwillbrocker Venn

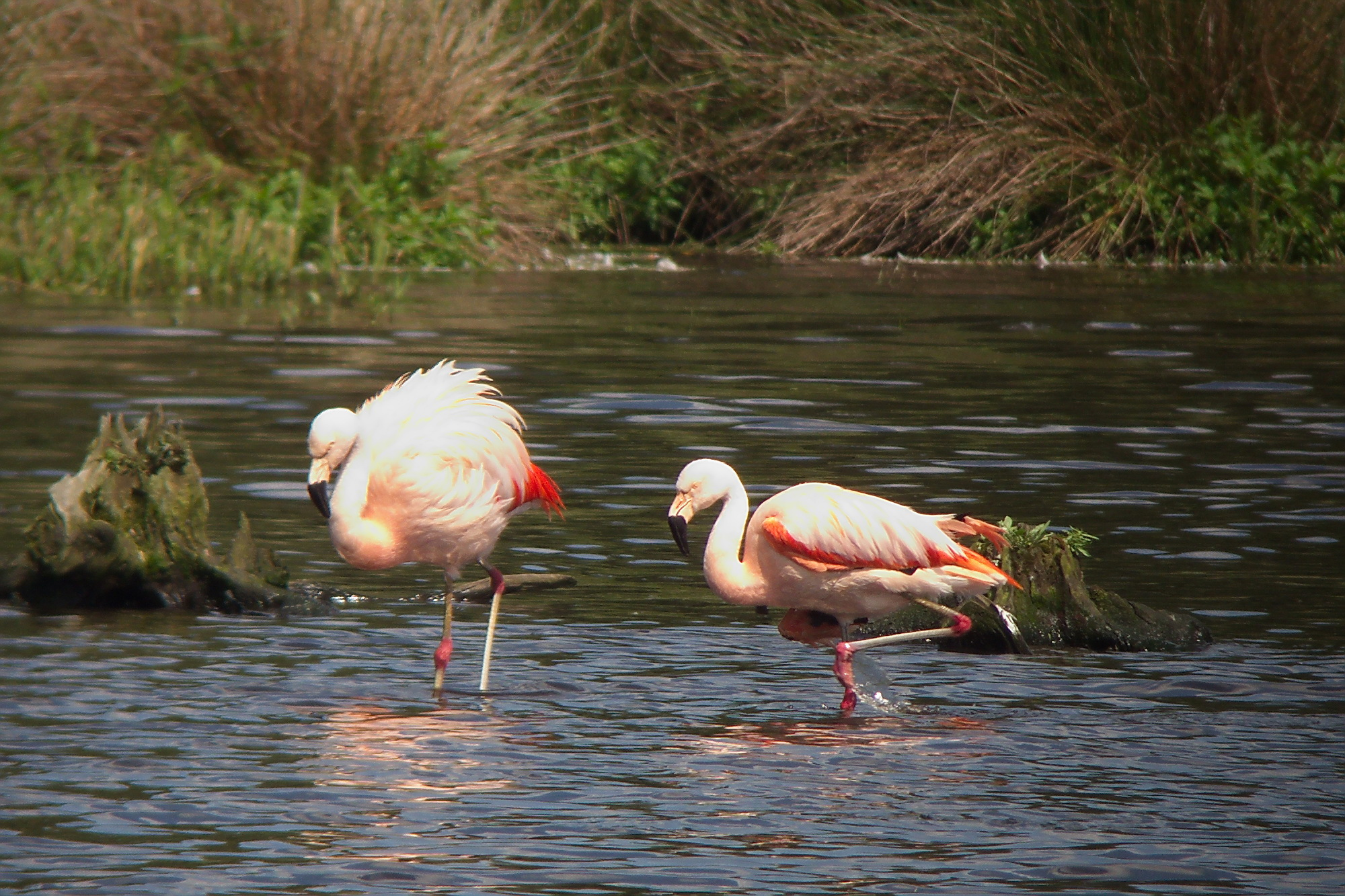
Zwei Chileflamingos der wilden Population am Zwillbrocker Venn in Deutschland

Im Jahr 1982 siedelten sich sechs Chileflamingos im Zwillbrocker Venn in Nordrhein-Westfalen an der Grenze zu den Niederlanden an und bauten Nester. Es kam zu keinem Bruterfolg. 1983 erschienen im Frühjahr zwölf Chileflamingos und erstmals schlüpften zwei Jungvögel. Ein Jungvogel verstarb und der andere Jungvogel wurde in einen Tierpark gebracht, da man vermutete, dass dieser unter den Umweltbedingungen Mitteleuropas nicht flügge werden könnte. 1985 wurden drei Jungvögel in Tierparks verfrachtet, während einer in der Natur ausfliegen durfte. Von 1983 bis 1989 wurden insgesamt 13 Jungvögel in Tierparks gebracht. 1986 tauchte erstmals der Rosaflamingo in der Flamingokolonie auf. Seit 1993 wurden auch Jungvögel des Rosaflamingos flügge. Im Jahr 1994 taucht erstmals der Kubaflamingo in der Kolonie auf. Es gab immer wieder erfolgreiche Mischbruten (Chileflamingo x Rosaflamingo). Seit 1989 waren in der Kolonie, Jungvögel eingeschlossen, 26 bis 40 Flamingos pro Jahr. Die Chileflamingos stellen auch seit Ansiedlung des Rosaflamingos ca. zwei Drittel der Kolonie-Bewohner. Im Jahr 2006 machten die 28 Chileflamingos 74 % der Flamingos in der Kolonie aus. Der Rosaflamingo stellte mit sieben Tieren 18 % der Kolonie, dazu kam ein Kubaflamingo und zwei Hybridflamingos.
Von 1993 bis 2006 wurden pro Jahr sechs bis 17 Brutpaare Flamingos im Venn gezählt. Inzwischen hat schon die dritte Generation von Flamingos in der Kolonie gebrütet. Von 1983 bis 1995 gab es jedes Jahr Jungvögel in der Kolonie. Von 1996 bis 2000 waren alle Bruten erfolglos wegen Prädation durch Raubsäuger, hauptsächlich wohl durch den Rotfuchs. Die Raubsäuger konnten ab 1996 die Brutinsel wegen der Verlandung im See erreichen. Seit 2001 gibt es wieder Bruterfolg, da optimale Brutplatzbedingungen durch Regulierung des Wasserstands im See und Bau eines Elektrozaunes geschaffen wurden. Von 1983 bis 2005 wurden 177 Nester gebaut und 72 Jungvögel flügge. 40,7 % der Jungvögel der Kolonie wurden flüggen und erreichen damit Werte wie bei Kolonien anderswo in Welt. Bis 2005 wurde pro Jahr ein bis acht Jungvögel flügge.
Seit 1987 werden die Jungvögel der Kolonie beringt. Von 1995 an wurden 5,5 cm hohe Plastikringe mit Code genutzt. Diese Code-Ringe können mit dem Fernglas abgelesen werden und genaue Daten zu einzelnen Tieren liefern.
Nach dem Abzug aus dem Venn im Herbst werden Rastgebiete wie IJsselmeer, Veluwemeer und Oostvaardersplassen aufgesucht. Überwinterungsgebiet ist die gezeitengeprägte Schelde-, Rhein-Maas-Delta in der Provinz Zeeland. Anfangs werden die Jungvögel noch von den Eltern gefüttert. Ende Februar bis Anfang März kehren die Flamingos, je nach Witterungs ins Venn zurück. In strengen Wintern kommen sie hingegen erst Anfang April ins Gebiet zurück. Die Subadulten (Vögel, welche im Vorjahr erbrütet wurden) bleiben in der Regel im Überwinterungsgebiet und kommen erst als Adulte wieder zur Kolonie.
Die Flamingos im Venn leben vom Plankton im See. Wegen des Kots der mehrere Tausend dort brütender Lachmöwen gibt es ausreichend Plankton für die Flamingos. Die Flamingos der Kolonie zeigen auch die gleiche Rotfärbung des Gefieders wie an anderen Koloniestandorten.
Die genaue Herkunft der verschiedenen Flamingos konnte nie geklärt werden. Es wird davon ausgegangen, dass es sich bei den Chileflamingos und Kubaflamingos um aus Tierhaltungen entflogene Vögel handelt, da wilde Flamingos dieser Arten nicht bis Europa kommen. Bei den Rosaflamingos in der Kolonie könnten auch Wildvögel aus Südeuropa sein.
Die Flamingos haben sich zur Hauptattraktion und zum Sympathieträger des Zwillbrocker Venn entwickelt. Verschiedene Medien haben wiederholt über die Flamingokolonie berichtet. Sie ist ein Alleinstellungsmerkmal der Region und wird als Marketing-Label genutzt. T-Shirts, Tassen usw. mit Flamingomotiven werden in der Region verkauft.
Es wird für Deutschland eine Beseitigung (Fang und Abschuss) gefordert, sofern sich die Hybriden mit dem Rosaflamingo am Zwillbrocker Venn als vermehrungsfähig erweisen sollten, da der Rosaflamingo eine europäische Art ist, während der Chileflamingo eine außereuropäische Art ist.

## Haltung in Menschenhand
Chilenische Flamingos sind häufig gezeigte Zootiere, deren Haltung nicht sonderlich schwierig ist. Es stehen von mehreren Anbietern gut geeignete Futtermischungen zur Verfügung. In der Regel enthalten Flamingo-Futtermischungen den Farbstoff Canthaxanthin. Um die arttypische Färbung zu erhalten, wird häufig zusätzlich gemahlener Paprika verfüttert. Zur Nachzucht hingegen sind die Flamingos in manchen Zoos nur mit Schwierigkeiten zu bewegen. Zwar sind zahlreiche Faktoren bekannt, die die Nachzucht begünstigen. Unklarheit besteht jedoch dahingehend, welche dieser Bedingungen in Kombination mit anderen unverzichtbar sind. So zeigte sich entgegen der vorherrschenden Lehrmeinung gerade bei Chilenischen Flamingos, dass erfolgreiche Nachzucht auch mit einigen wenigen Tieren bereits möglich ist. Flamingos, die nicht in geschlossenen Volieren gehalten werden, bekommen mitunter für einen Teil der Brutdauer Attrappen untergeschoben, um zu verhindern, dass Eier an Krähenvögel verloren gehen. Auch die Handaufzucht verwaister Chilenischer Flamingos ist mehrfach erfolgreich gelungen. In Menschenhand können Flamingos ein Alter von über 60 Jahren erreichen.

## Etymologie und Forschungsgeschichte
Die Erstbeschreibung des Chileflamingos erfolgte 1782  durch Juan Ignacio Molina unter dem wissenschaftlichen Namen Phoenicopterus chilensis. Als Verbreitungsgebiet gab er Chile an. 1758 führte Carl von Linné die neue Gattung Phoenicopterus ein. Dieser Begriff steht für lateinisch phoenicopterus ‚Flamingo‘. Der Name dürfte sich aus dem Wortgebilde φοινιξ, φοινικος phoinix, phoinikos, deutsch ‚purpurrot‘ und -πτερος, πτερον -pteros, pteron, deutsch ‚-flüglig, Flügel‘ entwickelt haben. Der Artname chilensis bezieht sich auf Chile. Alfred Laubmann hatte für sein Werk Die Vögel von Paraguay keine Bälge zur Verfügung. Er verwies auf Ángel Rafael Zotta, der 1935 erstmals als Verbreitungsgebiet auch Paraguay nannte. Allerdings hatte er ein wenig Zweifel, da kein konkreter Ort im Land genannt wurde.